# سون لوندکویست
سون لوندکویست (انگلیسی: Sven Lundquist; ۲۴ مارس ۱۹۲۰ – ۳ سپتامبر ۲۰۰۷) ورزشکار ورزش تیراندازی اهل سوئد بود.
وی در مسابقات کشوری و بین‌المللی در مجموع برندهٔ ۱ مدال برنز شده‌است.